# RFC Union Luxemburg
Der Racing Foussball Club Union Lëtzebuerg (deutsch: Racing Fußball Club Union Luxemburg; kurz: RFC Union Lëtzebuerg; Spitzname: Racing-FC) ist ein Fußballverein aus Luxemburg. Der Verein wurde am 12. Mai 2005 gegründet, als die Traditionsvereine Union Luxemburg, CA Spora Luxemburg und CS Alliance 01 fusionierten.

## Geschichte

### Vorgängervereine

#### Spora Luxemburg
Der Club Athletique Spora Luxemburg wurde 1923 durch eine Fusion von Racing Club Luxemburg und Sporting Club Luxemburg gegründet. Beide Stammvereine gehörten zu den erfolgreichsten Clubs in den frühen Jahren des Luxemburger Fußballs. Racing wurde 1910 erster Meister. Sporting wurde 1911 und 1919 Meister. In den zwanziger und dreißiger Jahren kämpften Spora Luxemburg und die Red Boys Differdingen um die Vorherrschaft im Großherzogtum. In den ersten fünfzehn Jahren holte Spora siebenmal die Meisterschaft und gewann dreimal den Pokal. Nach dem Zweiten Weltkrieg wurden die Triumphe seltener. Viermal wurde man Meister und weitere fünfmal wurde der Pokal gewonnen. 1956 sorgte Spora für den größten Erfolg einer Luxemburger Mannschaft im Europapokal. Im Europapokal der Landesmeister schlug man den deutschen Meister Borussia Dortmund im Rückspiel mit 2:1. Das Hinspiel wurde mit 4:3 verloren. Wäre damals schon die Auswärtstorregel angewandt worden, wäre Spora weitergekommen. Zur damaligen Zeit wurde ein Entscheidungsspiel angesetzt, welches Spora mit 7:0 verloren hat. Im UEFA-Pokal 1964/65 schlug man im Rückspiel den FC Basel mit 1:0, nachdem das Hinspiel mit 2:0 verloren wurde. Spora war somit der erfolgreichste Luxemburger Verein. Für diesen Verein steht das „Racing“ im Namen des neuen Vereins.

#### Union Luxemburg
Union Sportive Luxemburg wurde 1925 durch die Fusion von US Hollerich Bonnevoie und Jeunesse Sportive Verlorenkost gegründet. Hollerich war vor der Fusion einer der besten Vereine in Luxemburg. Unter anderem gewann der Verein fünfmal in Folge die Meisterschaft (Meister 1912 und von 1914 bis 1917; 1913 wurde keine Meisterschaft ausgetragen). Nach der Fusion wurde 1927 der Meistertitel geholt. Bis zum Ende des Zweiten Weltkrieges holte der Verein keine weiteren Titel. 1940 musste der Verein auf Geheiß der Nazis seinen Namen in „Verein für Rasenspiele 08 Luxemburg“ ändern. 1945 nahm der Verein wieder seinen alten Namen an. Erst ab 1959 sollte der Verein wieder Titel sammeln. Zwischen 1959 und 1971 holte der Verein zwei Meistertitel und fünf Pokalsiege. Im Europapokal der Pokalsieger 1970/71 schlug die Union den türkischen Vertreter Göztepe Izmir im Rückspiel mit 1:0. Für Union war es der erste Sieg im Europapokal. Den zweiten Sieg holte Union durch ein 1:0 über den norwegischen Vertreter FK Bodø/Glimt. In den siebziger und achtziger Jahren belegte der Verein in der Meisterschaft immer Plätze unter den ersten Vier. Anfang der 1990er Jahre gewann der Verein noch einmal drei Meisterschaften in Folge. Den letzten Titel holte Union 1996 mit dem Pokalsieg. Nach der Jahrtausendwende ging es mit dem Verein bergab. Tiefpunkt war der Abstieg aus der Nationaldivision 2005, der das unrühmliche Ende für einen der erfolgreichsten Vereine Luxemburgs bildete. Für diesen Verein steht das „Union“ im Namen des neuen Vereins.

#### FC Aris Bonneweg (CS Alliance 01 Luxemburg)
Am 14. März 2001 fusionierte der 1922 gegründete Traditionsverein FC Aris Bonneweg mit dem kleineren CS Hollerich zum kurzlebigen FC Alliance 01 Luxemburg. Aris Bonneweg, französisch Bonnevoie, war dreifacher Meister des Großherzogtums, sowie sechsmaliger Pokalfinalist, wenngleich mit nur einem Sieg in diesen Finals. Aris Bonneweg verbrachte 42 Spielzeiten in der höchsten Liga Luxemburgs. Für den Verein steht das „FC“ im Namen des neuen Vereins.

### Sportliche Entwicklung nach der Fusion
In seiner ersten Saison belegte der Verein den siebten Platz in der Luxemburger Nationaldivision. In der Saison 2007/08 wurde der Vizemeistertitel errungen – mit deutlichem Abstand zum Meister F91 Düdelingen. 2014 stieg der RFC Union Luxemburg aus der Nationaldivision ab. Nach einer Saison in der Zweitklassigkeit gelang der sofortige Wiederaufstieg in die BGL Ligue.
Im Coupe de Luxembourg erreichte RFCU seit der Fusion zweimal das Halbfinale. In der Saison 2010/11 scheiterte der Club zu Hause gegen FC Differdingen 03 mit 0:2. 2016/17 schied RFCU durch eine 0:4-Niederlage bei CS Fola Esch aus dem Wettbewerb aus. 2018 konnte dann zum ersten Mal der Pokalsieg gefeiert werden. Im Finale setzte man sich mit 4:3 n. E. gegen US Hostert durch.
Das Luxemburger Wort berichtete am 13. April 2021 über Fusionsgespräche der beiden Hauptstadtvereine RFCU und FC RM Hamm Benfica. Unter anderem um eine mögliche Teilnahme von RFCU an der UEFA Europa Conference League nicht zu gefährden, wurden die Verhandlungen auf unbestimmte Zeit unterbrochen. Am 27. Mai 2022 gewann der Verein dann zum zweiten Mal die Coupe de Luxembourg durch einen 3:2-Finalerfolg über den F91 Düdelingen.

## Erfolge

### RFC Union Luxemburg
- Pokalsieger: 2018, 2022

### Spora Luxemburg
- Meister: 1925, 1928, 1929, 1934, 1935, 1936, 1938, 1949, 1956, 1961, 1989 (1910 als Racing Luxemburg sowie 1911 und 1919 als Sporting Club Luxemburg)
- Pokalsieger: 1928, 1932, 1940, 1950, 1957, 1965, 1966, 1980 (1922 als Racing Luxemburg)

### Union Luxemburg
- Meister: 1927, 1962, 1971, 1990, 1991, 1992 (1912, 1914, 1915, 1916, 1917 als US Hollerich/Bonneweg)
- Pokalsieger: 1947, 1959, 1963, 1964, 1969, 1970, 1986, 1989, 1991, 1996

### FC Aris Bonneweg (CS Alliance 01 Luxemburg)
- Meister: (1964, 1966, 1972 als FC Aris Bonneweg)
- Pokalsieger: (1967 als FC Aris Bonneweg)

Historisch betrachtet hat der Racing FC Union Luxemburg mit seinen Vorgängervereinen somit 28-mal die Luxemburger Meisterschaft (genauso oft wie Jeunesse Esch) und 22-mal die Coupe de Luxembourg gewonnen.

## Europapokalbilanz

### RFC Union Luxemburg
| Saison  | Wettbewerb                    | Runde                  | Gegner                | Gesamt | Hin     | Rück    |
| ------- | ----------------------------- | ---------------------- | --------------------- | ------ | ------- | ------- |
| 2008/09 | UEFA-Pokal                    | 1. Qualifikationsrunde | Kalmar FF             | 1:10   | 0:3 (H) | 1:7 (A) |
| 2018/19 | UEFA Europa League            | 1. Qualifikationsrunde | FC Viitorul Constanța | 0:2    | 0:2 (H) | 0:0 (A) |
| 2021/22 | UEFA Europa Conference League | 1. Qualifikationsrunde | Breiðablik Kópavogur  | 2:5    | 2:3 (H) | 0:2 (A) |
| 2022/23 | UEFA Europa Conference League | 2. Qualifikationsrunde | FK Čukarički          | 1:8    | 1:4 (H) | 0:4 (A) |
| 2025/26 | UEFA Conference League        | 1. Qualifikationsrunde | FC Dila Gori          | 1:3    | 1:2 (H) | 0:1 (A) |

Gesamtbilanz: 10 Spiele, 1 Unentschieden, 9 Niederlagen, 5:28 Tore (Tordifferenz −23)

### Spora Luxemburg
| Saison  | Wettbewerb                    | Runde    | Gegner              | Gesamt | Hin             | Rück    |
| ------- | ----------------------------- | -------- | ------------------- | ------ | --------------- | ------- |
| 1956/57 | Europapokal der Landesmeister | Vorrunde | Borussia Dortmund   | 4:11   | 3:4 (A)         | 2:1 (H) |
| 1956/57 | Europapokal der Landesmeister | Vorrunde | Borussia Dortmund   | 4:11   | 0:7 in Dortmund |         |
| 1961/62 | Europapokal der Landesmeister | 1. Runde | B 1913 Odense       | 2:15   | 0:6 (H)         | 2:9 (A) |
| 1964/65 | Messestädte-Pokal             | 1. Runde | FC Basel            | 1:2    | 0:2 (A)         | 1:0 (H) |
| 1965/66 | Europapokal der Pokalsieger   | Vorrunde | SC Aufbau Magdeburg | 0:3    | 0:1 (A)         | 0:2 (H) |
| 1966/67 | Europapokal der Pokalsieger   | 1. Runde | Shamrock Rovers     | 2:8    | 1:4 (A)         | 1:4 (H) |
| 1967/68 | Messestädte-Pokal             | 1. Runde | Leeds United        | 0:16   | 0:9 (H)         | 0:7 (A) |
| 1980/81 | Europapokal der Pokalsieger   | 1. Runde | Sparta Prag         | 0:12   | 0:6 (H)         | 0:6 (A) |
| 1987/88 | UEFA-Pokal                    | 1. Runde | Feyenoord Rotterdam | 2:10   | 0:5 (A)         | 2:5 (H) |
| 1989/90 | Europapokal der Landesmeister | 1. Runde | Real Madrid         | 0:9    | 0:3 (H)         | 0:6 (A) |
| 1991/92 | UEFA-Pokal                    | 1. Runde | Eintracht Frankfurt | 1:11   | 1:6 (A)         | 0:5 (H) |
| 1992/93 | UEFA-Pokal                    | 1. Runde | Sheffield Wednesday | 2:10   | 1:8 (A)         | 1:2 (H) |

Gesamtbilanz: 23 Spiele, 2 Siege, 21 Niederlagen, 14:107 Tore (Tordifferenz −93)

### Union Luxemburg
| Saison  | Wettbewerb                    | Runde                  | Gegner              | Gesamt | Hin     | Rück      |
| ------- | ----------------------------- | ---------------------- | ------------------- | ------ | ------- | --------- |
| 1962/63 | Europapokal der Landesmeister | Vorrunde               | AC Mailand          | 0:14   | 0:8 (A) | 0:6 (H)   |
| 1963/64 | Europapokal der Pokalsieger   | Vorrunde               | Hamburger SV        | 2:7    | 0:4 (A) | 2:3 (H)   |
| 1964/65 | Europapokal der Pokalsieger   | Vorrunde               | TSV 1860 München    | 0:10   | 0:4 (H) | 0:6 (A)   |
| 1965/66 | Messestädte-Pokal             | 1. Runde               | 1. FC Köln          | 0:17   | 0:4 (H) | 0:13 (A)  |
| 1964/65 | Messestädte-Pokal             | 1. Runde               | Royal Antwerpen     | 0:2    | 0:1 (H) | 0:1 (A)   |
| 1968/69 | Messestädte-Pokal             | Vorrunde               | Újpest Budapest     | 1      |         |           |
| 1969/70 | Europapokal der Pokalsieger   | 1. Runde               | Göztepe Izmir       | 2:6    | 0:3 (A) | 2:3 (H)   |
| 1970/71 | Europapokal der Pokalsieger   | 1. Runde               | Göztepe Izmir       | 1:5    | 0:5 (A) | 1:0 (A) 2 |
| 1971/72 | Europapokal der Landesmeister | Vorrunde               | FC Valencia         | 1:4    | 1:3 (A) | 0:1 (H)   |
| 1973/74 | UEFA-Pokal                    | 1. Runde               | Olympique Marseille | 1:12   | 0:5 (H) | 1:7 (A)   |
| 1978/79 | Europapokal der Pokalsieger   | 1. Runde               | FK Bodø/Glimt       | 2:4    | 1:4 (A) | 1:0 (H)   |
| 1984/85 | Europapokal der Pokalsieger   | 1. Runde               | Botew Plowdiw       | 1:5    | 0:4 (A) | 1:1 (H)   |
| 1986/87 | Europapokal der Pokalsieger   | 1. Runde               | Olympiakos Piräus   | 0:6    | 0:3 (A) | 0:3 (H)   |
| 1988/89 | UEFA-Pokal                    | 1. Runde               | RFC Lüttich         | 1:11   | 1:7 (H) | 0:4 (A)   |
| 1989/90 | Europapokal der Pokalsieger   | 1. Runde               | Djurgårdens IF      | 0:5    | 0:0 (H) | 0:5 (A)   |
| 1990/91 | Europapokal der Landesmeister | 1. Runde               | Dynamo Dresden      | 1:6    | 1:3 (H) | 0:3 (A)   |
| 1991/92 | Europapokal der Landesmeister | 1. Runde               | Olympique Marseille | 0:10   | 0:5 (H) | 0:5 (A)   |
| 1992/93 | UEFA Champions League         | 1. Runde               | FC Porto            | 1:9    | 1:4 (H) | 0:5 (A)   |
| 1993/94 | UEFA-Pokal                    | 1. Runde               | Boavista Porto      | 0:5    | 0:1 (H) | 0:4 (A)   |
| 1996/97 | Europapokal der Pokalsieger   | Qualifikation          | NK Varteks Varaždin | 1:5    | 1:2 (A) | 0:3 (H)   |
| 1997/98 | Europapokal der Pokalsieger   | Qualifikation          | NK Primorje         | 0:3    | 0:2 (A) | 0:1 (H)   |
| 1998/99 | UEFA-Pokal                    | 1. Qualifikationsrunde | IFK Göteborg        | 0:5    | 0:1 (H) | 0:4 (A)   |
| 1999    | UEFA Intertoto Cup            | 1. Runde               | Vasas Budapest      | 1:7    | 1:3 (H) | 0:4 (A)   |
| 2002    | UEFA Intertoto Cup            | 1. Runde               | Gloria Bistrița     | 0:2    | 0:2 (A) | 0:0 (H)   |
| 2003    | UEFA Intertoto Cup            | 1. Runde               | FK Sutjeska Nikšić  | 1:4    | 0:3 (A) | 1:1 (H)   |

Gesamtbilanz: 48 Spiele, 2 Siege, 4 Unentschieden, 42 Niederlagen, 16:164 Tore (Tordifferenz −148)

### FC Aris Bonneweg
| Saison  | Wettbewerb                    | Runde        | Gegner           | Gesamt | Hin     | Rück     |
| ------- | ----------------------------- | ------------ | ---------------- | ------ | ------- | -------- |
| 1962/63 | Messestädte-Pokal             | 1. Runde     | Sampdoria Genua  | 0:3    | 0:1 (A) | 0:2 (H)  |
| 1963/64 | Messestädte-Pokal             | 1. Runde     | RFC Lüttich      | 0:2    | 0:2 (H) | 0:0 (A)  |
| 1964/65 | Europapokal der Landesmeister | Vorrunde     | Benfica Lissabon | 2:10   | 1:5 (H) | 1:5 (A)  |
| 1966/67 | Europapokal der Landesmeister | 1. Runde     | Linfield FC      | 4:9    | 3:3 (H) | 1:6 (A)  |
| 1967/68 | Europapokal der Pokalsieger   | 1. Runde     | Olympique Lyon   | 1:5    | 0:3 (H) | 1:2 (A)  |
| 1971/72 | UEFA-Pokal                    | 1. Runde     | ADO Den Haag     | 2:7    | 0:5 (A) | 2:2 (H)  |
| 1972/73 | Europapokal der Landesmeister | 1. Runde     | FC Argeș Pitești | 0:6    | 0:2 (H) | 0:4 (A)  |
| 1976/77 | Europapokal der Pokalsieger   | 1. Runde     | Carrick Rangers  | 3:4    | 1:3 (A) | 2:1 (H)  |
| 1979/80 | Europapokal der Pokalsieger   | 1. Runde     | Lahden Reipas    | 2:0    | 1:0 (A) | 1:0 (H)  |
| 1979/80 | Europapokal der Pokalsieger   | Achtelfinale | FC Barcelona     | 2:11   | 1:4 (H) | 1:7 (A)  |
| 1983/84 | UEFA-Pokal                    | 1. Runde     | FK Austria Wien  | 0:15   | 0:5 (H) | 0:10 (A) |

Gesamtbilanz: 22 Spiele, 3 Siege, 3 Unentschieden, 16 Niederlagen, 16:72 Tore (Tordifferenz −56)

## Stadion
Der Racing FC trägt seine Heimspiele im Stade Achille Hammerel aus, dem ausgeweiteten ehem. Stadion der „Union Sportive Luxemburg“ (fasst 5'814 Zuschauer).
Weitere Stadien die dem Verein gehören sind das Stade Camille Polfer, das ehemalige Stadion des Club Athletique Spora Luxemburg (fasst 2'740 Zuschauer) und Stade Hollerich, das ehemalige Stadion des Club Sportive Alliance 01 Luxemburg (fasst 2'120 Zuschauer).

## Bekannte Spieler
- Alphonse Weicker (Spora)
- Jemmy Becker (Spora)
- Zénon Bernard (Spora)
- Albert Elter (Spora)
- Emile Kuborn (Spora)
- Jean Valin (Union)
- Henri Schwartz (Union)
- Robert Ries (Union)
- Willy Schütz (Union)
- Michel Ungeheuer (US Hollerich Bonnevoie)
- Victor Kauth (US Hollerich Bonnevoie)
- Josef Frühwirth (Spora)
- Leon Letsch (Spora)
- Fernand Brosius (Spora)
- Jempy Fiedler (Spora)
- Victor Nurenberg (Spora)
- Fernand Schammel (Union)
- Guy Bernardin (Union)
- Johny Léonard (Union)
- Jeannot Reiter (Spora)
- Nico Braun (Union)
- Laurent Schonckert (Union)
- Claude Grimberger (Union)
- John Van Rijswijck (Union)
- Jean-Paul Girres (Union)
- Marc Birsens (Union)
- Dan Theis (Union)
- Joël Groff (Union)
- Gérard Jeitz (Spora, Union)
- Laurent Deville (Union)
- Frank Deville (Union)
- Carlo Weis (Spora)
- Robert Langers (Union)
- Jérôme Bigard (Union, RFCU)
- Tom Schnell (Union, RFCU)
- Christopher Martins Pereira
- Danel Sinani
- Dirk Carlson
- Thomas Birk (RFCU)
- Sebastian Szimayer (RFCU)
- Daniel Da Mota (RCFU)
- Dwayn Holter (RFCU)

### Jugendspieler
- Yvandro Borges Sanches
- Florian Bohnert
- Jan Ostrowski
- Mathias Olesen
- Eric Veiga
- Leandro Barreiro

## Frauenfußball
Seit 2015 spielt die Frauenmannschaft in der Dames Ligue 1, der höchsten Spielklasse des Landes. 2019 gewann die Mannschaft durch ein 4:0 im Finale über die Entente Wormeldingen/Munsbach/CSG den nationalen Pokal und kurze Zeit später auch den Superpokal mit 2:0 gegen Meister Sporting Bettemburg. In der abgebrochenen Saison 2019/20 belegte man zu diesem Zeitpunkt den ersten Platz, was zur Teilnahme an der UEFA Women’s Champions League im folgenden Jahr berechtigte. Dort verlor man in der 1. Qualifikationsrunde mit 1:6 bei Ferencváros Budapest. Doch ein Jahr später konnte man dann endlich die erste Meisterschaft feiern und auch in der 1. Runde der Champions League gewann man 1:0 gegen den SFK 2000 Sarajevo. Dies war gleichzeitig der erste internationale Erfolg einer luxemburgischen Frauenvereinsmannschaft im europäischen Wettbewerb. In den Spielzeiten 2021/22, 2022/23, 2023/24 und 2024/25 gewann das Team erneut die nationale Meisterschaft sowie vier Mal den Pokal.

### Erfolge
- Luxemburgischer Pokalsieger: 2019, 2022, 2023, 2024, 2025
- Luxemburgischer Superpokalsieger: 2019
- Luxemburgischer Meister: 2021, 2022, 2023, 2024, 2025

### Europapokalbilanz
| Wettbewerb                            | Runde                                                    | Gegner                                | Ergebnis       |
| ------------------------------------- | -------------------------------------------------------- | ------------------------------------- | -------------- |
| UEFA Women’s Champions League 2020/21 | 1. Qualifikationsrunde                                   | Ferencváros Budapest                  | 01:6 (A)       |
| UEFA Women’s Champions League 2021/22 | 1. Runde – Gruppe 4 Halbfinale in Zeneca                 | SFK 2000 Sarajevo                     | 01:0 (N)       |
| UEFA Women’s Champions League 2021/22 | 1. Runde – Gruppe 4 Finale in Zeneca                     | Benfica Lissabon                      | 00:7 (N)       |
| UEFA Women’s Champions League 2022/23 | 1. Runde – Gruppe 6 Halbfinale in Turin                  | Juventus Turin                        | 00:4 (A)       |
| UEFA Women’s Champions League 2022/23 | 1. Runde – Gruppe 6 Spiel um Platz 3 in Turin            | FC Flora Tallinn                      | 03:1 (N)       |
| UEFA Women’s Champions League 2023/24 | 1. Runde – Gruppe J Halbfinale in St. Pölten             | PAOK Thessaloniki                     | 01:6 (N)       |
| UEFA Women’s Champions League 2024/25 | 1. Runde – Gruppe 8 Halbfinale in Luxemburg              | Galatasaray Istanbul                  | 01:4 (H)       |
| UEFA Women’s Champions League 2024/25 | 1. Runde – Gruppe 8 Spiel um Platz 3 in Luxemburg        | FC NSA Sofia                          | 02:0 (H)       |
| UEFA Women’s Champions League 2025/26 | 1. Runde – Gruppe 1 Halbfinale in Luxemburg              | AEK Athen                             | 05:3 n. V. (H) |
| UEFA Women’s Champions League 2025/26 | 1. Runde – Gruppe 1 Finale in Luxemburg                  | Riga FC                               | 02:1 (H)       |
| UEFA Women’s Champions League 2025/26 | 2. Runde – Gruppe 4 Halbfinale in Shkodra                | Ferencváros Budapest                  | 0-:- (N)       |
| UEFA Women’s Champions League 2025/26 | 2. Runde – Gruppe 4 Finale / Spiel um Platz 3 in Shkodra | KS Vllaznia Shkodra oder Dinamo-BSUPC | 0-:-           |

### Bekannte Spielerinnen
- Catherine Keipes
- Senada Ceman (2014–2018)
- Marie-Amélie Albrand (seit 2020)
- Marlyse Bernadett Ngo Ndoumbouk (2021–2022)
- Karoline Kohr (2021–2024)